# NGC 6185
NGC 6185 is een spiraalvormig sterrenstelsel in het sterrenbeeld Hercules. Het hemelobject werd op 27 april 1827 ontdekt door de Britse astronoom John Herschel.

## Synoniemen
- UGC 10444
- MCG 6-36-52
- ZWG 196.77
- KUG 1631+354
- PGC 58493